# Coupe d'Asie des nations de football 2019
Navigation
Coupe d'Asie 2015 Coupe d'Asie 2023
La Coupe d'Asie des nations de football de 2019 est la dix-septième édition de la Coupe d'Asie de football. C'est la deuxième fois que les Émirats arabes unis organisent cette compétition, après l'édition de 1996 durant laquelle ils ont terminé finalistes.
La Coupe d'Asie 2019 se dispute en début d'année et est la première compétition internationale à se dérouler depuis la fin de la Coupe du monde de 2018. La phase finale de la Coupe d'Asie réunit pour la première fois vingt-quatre équipes.
L'édition 2019 marque la première participation du Kirghizistan, des Philippines, et du Yémen réunifié à une compétition internationale.
Le Qatar sort vainqueur de cette édition 2019 en remportant son premier titre à l'issue d'une finale gagnée 3-1 face au Japon.

## Désignation du pays organisateur
Plusieurs pays proposent leurs candidatures pour l'édition 2019 : Bahreïn, la Chine, le Liban, la Malaisie, l'Oman, l'Arabie saoudite, la Thaïlande, l'Iran et les Émirats arabes unis. L'Iran et les Émirats arabes unis sont retenues en janvier 2015 et ce sont les Émirats arabes unis qui remportent l'organisation du tournoi, annonce faite le 9 mars 2015 à Manama, lors d'un congrès de l'AFC.

## Nouveau format

### Passage à24 équipes
Le congrès de l'AFC a décidé de faire passer le nombre d'équipes en phase finale de 16 à 24.
Cette augmentation du nombre de participants entraîne l'allongement de la durée du tournoi avec l'ajout d'un tour de compétition (huitièmes de finale). En conséquence les deux finalistes auront disputé sept matchs (contre 6 auparavant).
La formule choisie est analogue aux Coupes du monde qui s'étaient déroulées de 1986 à 1994 : six groupes de quatre équipes au premier tour, avec les deux premières qualifiées pour les huitièmes de finale, ainsi que les quatre meilleurs troisièmes.
C'est la même formule utilisée par le Championnat d'Europe 2016 (UEFA) et la Coupe d'Afrique 2019 (CAF).
Le nombre de rencontres disputées passe à 51 (contre 32 en 2015) et la durée de la compétition à 31 jours.

## Équipes qualifiées
Les qualifications sont communes à celles de la Coupe du Monde 2018 à savoir :
- les huit vainqueurs du deuxième tour qualificatif de la Coupe du Monde et les quatre meilleurs deuxième sont qualifiés pour le troisième tour qualificatif de la Coupe du monde (deux groupes de six) et sont en même temps directement qualifiés pour le tournoi asiatique, soit douze équipes.
  - toutes les autres équipes éliminées de la Coupe du monde ayant atteint ce deuxième tour poursuivent les éliminatoires de la Coupe d'Asie selon les modalités suivantes :
    - les quatre moins bons deuxièmes et les troisièmes sont qualifiés pour le troisième tour de qualification pour la Coupe d'Asie, soit douze équipes.
    - les quatrièmes et cinquièmes (seize équipes) s'affrontent deux à deux lors d'un premier tour intermédiaire. Les huit vainqueurs sont qualifiés pour le troisième tour.
    - les huit perdants s’affrontent à nouveau deux à deux lors d'un deuxième tour intermédiaire. Les quatre vainqueurs sont repêchés pour le troisième tour, tandis que les perdants sont définitivement éliminés.
    - le troisième tour regroupe donc 12+8+4 = 24 équipes, soit 6 groupes de 4 avec deux qualifiés par groupe, pour les douze dernières places. Dans la pratique il y a eu quelques ajustement, liés aux forfaits et disqualifications de plusieurs équipes.

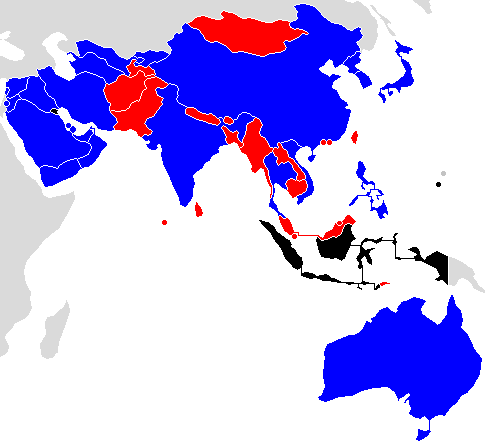
Sélections qualifiées
Sélections non-qualifiées
Sélections disqualifiées

Équipe qualifiée d'office
| Pays                                     | Date        | Participations                                           | Meilleur résultat    | Dernière participation (résultat obtenu) |
| ---------------------------------------- | ----------- | -------------------------------------------------------- | -------------------- | ---------------------------------------- |
| Émirats arabes unis PO Pays organisateur | 9 mars 2015 | +9, 1980, 1984, 1988, 1992, 1996, 2004, 2007, 2011, 2015 | Finaliste (1) · 1996 | 2015 (Troisième)                         |

Équipes qualifiées après les éliminatoires
| Pays                                 | Date             | Participations                                                                    | Meilleur résultat                         | Dernière participation (résultat obtenu) |
| ------------------------------------ | ---------------- | --------------------------------------------------------------------------------- | ----------------------------------------- | ---------------------------------------- |
| Qatar Groupe C - 1re place           | 17 novembre 2015 | +9, 1980, 1984, 1988, 1992, 2000, 2004, 2007, 2011, 2015                          | Quart-de-finaliste (2) 2000, 2011         | 2015 (1er tour)                          |
| Corée du Sud Groupe G - 1re place    | 13 janvier 2016  | +13, 1956, 1960, 1964, 1972, 1980, 1984, 1988, 1996, 2000, 2004, 2007, 2011, 2015 | Vainqueur (2) · 1956, 1960                | 2015 (Finaliste)                         |
| Japon Groupe E - 1re place           | 24 mars 2016     | +8, 1988, 1992, 1996, 2000, 2004, 2007, 2011, 2015                                | Vainqueur (4) · 1992, 2000, 2004, 2011    | 2015 (Quart-de-finaliste)                |
| Thaïlande Groupe F - 1re place       | 24 mars 2016     | +6, 1972, 1992, 1996, 2000, 2004, 2007                                            | Troisième (1) · 1972                      | 2007 (1er tour)                          |
| Arabie saoudite Groupe A - 1re place | 24 mars 2016     | +9, 1984, 1988, 1992, 1996, 2000, 2004, 2007, 2011, 2015                          | Vainqueur (3) · 1984, 1988, 1996          | 2015 (1er tour)                          |
| Australie T Groupe B - 1re place     | 29 mars 2016     | +3, 2007, 2011, 2015                                                              | Vainqueur (1) · 2015                      | 2015 (Vainqueur)                         |
| Ouzbékistan Groupe H - 1re place     | 29 mars 2016     | +6, 1996, 2000, 2004, 2007, 2011, 2015                                            | Quatrième (1) 2011                        | 2015 (Quart-de-finaliste)                |
| Iran Groupe A - 1re place            | 29 mars 2016     | +13, 1968, 1972, 1976, 1980, 1984, 1988, 1992, 1996, 2000, 2004, 2007, 2011, 2015 | Vainqueur (3) · 1968, 1972, 1976          | 2015 (Quart-de-finaliste)                |
| Irak Groupe F - 2e place             | 29 mars 2016     | +8, 1972, 1976, 1996, 2000, 2004, 2007, 2011, 2015                                | Vainqueur (1) · 2007                      | 2015 (Quatrième)                         |
| Syrie Groupe E - 2e place            | 29 mars 2016     | +5, 1980, 1984, 1988, 1996, 2011                                                  | 1er tour (5) 1980, 1984, 1988, 1996, 2011 | 2011 (1er tour)                          |
| Chine Groupe C - 2e place            | 29 mars 2016     | +11, 1976, 1980, 1984, 1988, 1992, 1996, 2000, 2004, 2007, 2011, 2015             | Finaliste (2) · 1984, 2004                | 2015 (Quart-de-finaliste)                |
| Oman Groupe D - 1re place            | 10 octobre 2017  | +3, 2004, 2007, 2015                                                              | 1er tour (3) 2004, 2007, 2015             | 2015 (1er tour)                          |
| Palestine Groupe D - 2e place        | 10 octobre 2017  | +1, 2015                                                                          | 1er tour (1) 2015                         | 2015 (1er tour)                          |
| Inde Groupe A - 1re place            | 11 octobre 2017  | +3, 1964, 1984, 2011                                                              | Finaliste (1) · 1964                      | 2011 (1er tour)                          |
| Liban Groupe B - 1re place           | 10 novembre 2017 | +1, 2000                                                                          | 1er tour (1) 2000                         | 2000 (1er tour)                          |
| Bahreïn Groupe E - 1re place         | 14 novembre 2017 | +5, 1988, 2004, 2007, 2011, 2015                                                  | Quatrième (1) 2004                        | 2015 (1er tour)                          |
| Turkménistan Groupe E - 2e place     | 14 novembre 2017 | +1, 2004                                                                          | 1er tour (1) 2004                         | 2004 (1er tour)                          |
| Jordanie Groupe C - 1re place        | 14 novembre 2017 | +3, 2004, 2011, 2015                                                              | Quart-de-finaliste (2) 2004, 2011         | 2015 (1er tour)                          |
| Viêt Nam Groupe C - 2e place         | 14 novembre 2017 | +1, 2007                                                                          | Quart-de-finaliste (1) 2007               | 2007 (Quart-de-finaliste)                |
| Kirghizistan Groupe A - 2e place     | 22 mars 2017     | +0, Première apparition                                                           | -                                         | -                                        |
| Corée du Nord Groupe B - 2e place    | 27 mars 2017     | +4, 1980, 1992, 2011, 2015                                                        | Quatrième (1) 1980                        | 2015 (1er tour)                          |
| Philippines Groupe F - 1re place     | 27 mars 2017     | +0, Première apparition                                                           | -                                         | -                                        |
| Yémen Groupe F - 2e place            | 27 mars 2017     | +0, Première apparition                                                           | -                                         | -                                        |

Légende :

PO : Pays Organisateur

T : Tenant du titre

## Villes et stades
Les huit lieux d'accueil des matchs sont Stade Cheikh Zayed, Stade Mohammed-Bin-Zayed et Stade Al-Nahyan à Abou Dabi, Stade Hazza Bin Zayed et Stade Sheikh Khalifa à Al-Aïn, Stade Al-Maktoum et Stade Maktoum Ben Rachid Al-Maktoum (en) à Dubaï, et Stade de Charjah (en) à Charjah.
| Abou Dabi                                |                                       |                                       |
| Stade Cheikh Zayed                       | Stade Mohammed-Bin-Zayed              | Stade Al-Nahyan                       |
| Capacité : 43 620 (plans d'expansion)    | Capacité : 42 056 (plans d'expansion) | Capacité : 12 201 (plans d'expansion) |
|                                          |                                       |                                       |
| Dubaï                                    | \| Abou Dabi Al-Ain Dubaï Charjah \|  | \| Abou Dabi Al-Ain Dubaï Charjah \|  |
| Stade Maktoum Ben Rachid Al-Maktoum (en) | \| Abou Dabi Al-Ain Dubaï Charjah \|  | \| Abou Dabi Al-Ain Dubaï Charjah \|  |
| Capacité : 12 052 (plans d'expansion)    | \| Abou Dabi Al-Ain Dubaï Charjah \|  | \| Abou Dabi Al-Ain Dubaï Charjah \|  |
|                                          | \| Abou Dabi Al-Ain Dubaï Charjah \|  | \| Abou Dabi Al-Ain Dubaï Charjah \|  |
| Dubaï                                    | \| Abou Dabi Al-Ain Dubaï Charjah \|  | \| Abou Dabi Al-Ain Dubaï Charjah \|  |
| Stade Al-Maktoum                         | \| Abou Dabi Al-Ain Dubaï Charjah \|  | \| Abou Dabi Al-Ain Dubaï Charjah \|  |
| Capacité : 15 058                        | \| Abou Dabi Al-Ain Dubaï Charjah \|  | \| Abou Dabi Al-Ain Dubaï Charjah \|  |
|                                          | \| Abou Dabi Al-Ain Dubaï Charjah \|  | \| Abou Dabi Al-Ain Dubaï Charjah \|  |
| Al-Aïn                                   | Al-Aïn                                | Charjah                               |
| Stade Hazza Bin Zayed                    | Stade Cheikh Khalifa                  | Stade de Charjah (en)                 |
| Capacité : 25 965 (plans d'expansion)    | Capacité : 16 009 (plans d'expansion) | Capacité : 11 073 (plans d'expansion) |
|                                          |                                       |                                       |
| Abou Dabi Al-Ain Dubaï Charjah           |                                       |                                       |

## Calendrier
Le Stade Sheikh Zayed, l'un des trois stades d'Abou Dabi, accueillera à la fois le match d'ouverture et la finale. Le calendrier des matches maximisera l'utilisation des sites. Au moins cinq matches seront attribués à chaque site, chaque terrain accueillant au moins un match dans la phase à élimination directe. Les demi-finales seront jouées à différents jours à Abu Dhabi et à Al-Aïn. Aucune ville n'accueillera deux matches le même jour, sauf dans la dernière phase des matches de groupes où un coup d'envoi simultané est requis.

## Premier tour

### Tirage des groupes
Le tirage au sort du tournoi final a eu lieu le 4 mai 2018, 19:30 GST, à l'hôtel Armani de la Burj Khalifa à Dubaï. Le classement FIFA d'avril 2018 sert de base pour le classement. Les douze équipes qui ont obtenu leur place dans le tournoi final à la fin du deuxième tour du processus de qualification sont placées dans les pots 1 et 2 tandis que les équipes restantes qui se sont qualifiées au cours du troisième tour sont attribuées aux pots restants. En tant qu'hôtes, les Émirats arabes unis sont placés dans le premier pot. Les 24 équipes sont réparties en six groupes de quatre équipes, les hôtes étant placés en position A1.
| Pot 1               | Class. FIFA | Pot 2         | Class. FIFA |
| Émirats arabes unis | 81          | Chine         | 73          |
| Iran                | 36          | Syrie         | 76          |
| Australie           | 40          | Ouzbékistan   | 88          |
| Japon               | 60          | Irak          | 88          |
| Corée du Sud        | 61          | Qatar         | 101         |
| Arabie saoudite     | 70          | Thaïlande     | 122         |
| Pot 3               | Class. FIFA | Pot 4         | Class. FIFA |
| Kirghizistan        | 75          | Corée du Nord | 112         |
| Liban               | 82          | Philippines   | 113         |
| Palestine           | 83          | Bahreïn       | 116         |
| Oman                | 87          | Jordanie      | 117         |
| Inde                | 97          | Yémen         | 125         |
| Viêt Nam            | 103         | Turkménistan  | 129         |

### Groupe A
|   | Équipe              | Pts | J | G | N | P | Bp | Bc | Diff |
| - | ------------------- | --- | - | - | - | - | -- | -- | ---- |
| 1 | Émirats arabes unis | 5   | 3 | 1 | 2 | 0 | 4  | 2  | +2   |
| 2 | Thaïlande           | 4   | 3 | 1 | 1 | 1 | 3  | 5  | -2   |
| 3 | Bahreïn             | 4   | 3 | 1 | 1 | 1 | 2  | 2  | 0    |
| 4 | Inde                | 3   | 3 | 1 | 0 | 2 | 4  | 4  | 0    |

| 5 janvier 2019 | Émirats arabes unis  | 1 - 1   | Bahreïn             | Stade Cheikh Zayed, Abou Dabi                    |                                                  |
| 20:00 (UTC+04) | A. Khalil 88e (pen.) | (0 - 0) | 78e Al Romaihi (en) | Spectateurs : 33 878 Arbitrage : Adham Makhadmeh | Spectateurs : 33 878 Arbitrage : Adham Makhadmeh |
| 20:00 (UTC+04) | Rapport              |         |                     | Spectateurs : 33 878 Arbitrage : Adham Makhadmeh | Spectateurs : 33 878 Arbitrage : Adham Makhadmeh |

| 6 janvier 2019 | Thaïlande               | 1 - 4   | Inde | Stade Al-Nahyan, Abou Dabi                   |                                              |
| 17:30 (UTC+04) | ( Bunmathan) Dangda 33e | (1 - 1) | 27e (pen.) Chhetri · 46e Chhetri (Kuruniyan (en) ) · 68e Thapa (en) (Singh (en) ) · 80e Lalpekhlua (en) (Narzary (en) ) | Spectateurs : 3 250 Arbitrage : Liu Kwok Man | Spectateurs : 3 250 Arbitrage : Liu Kwok Man |
| 17:30 (UTC+04) | Rapport                 |         | | Spectateurs : 3 250 Arbitrage : Liu Kwok Man | Spectateurs : 3 250 Arbitrage : Liu Kwok Man |

| 10 janvier 2019 | Bahreïn | 0 - 1   | Thaïlande     | Stade Al-Maktoum, Dubaï                     |                                             |
| 15:00 (UTC+04)  |         | (0 - 0) | 58e Chanathip | Spectateurs : 2 720 Arbitrage : Chris Beath | Spectateurs : 2 720 Arbitrage : Chris Beath |
| 15:00 (UTC+04)  | Rapport |         |               | Spectateurs : 2 720 Arbitrage : Chris Beath | Spectateurs : 2 720 Arbitrage : Chris Beath |

| 10 janvier 2019 | Inde    | 0 - 2   | Émirats arabes unis                                        | Stade Cheikh Zayed, Abou Dabi                       |                                                     |
| 20:00 (UTC+04)  |         | (0 - 1) | 41e Khalfan Moubarak (Mabkhout ) · 88e Mabkhout (Salmeen ) | Spectateurs : 43 206 Arbitrage : César Arturo Ramos | Spectateurs : 43 206 Arbitrage : César Arturo Ramos |
| 20:00 (UTC+04)  | Rapport |         |                                                            | Spectateurs : 43 206 Arbitrage : César Arturo Ramos | Spectateurs : 43 206 Arbitrage : César Arturo Ramos |

| 14 janvier 2019 | Émirats arabes unis          | 1 - 1   | Thaïlande          | Stade Hazza Bin Zayed, Al-Aïn               |                                             |
| 20:00 (UTC+04)  | ( I. Al Hammadi) Mabkhout 7e | (1 - 1) | 41e Puangchan (en) | Spectateurs : 17 809 Arbitrage : Ryūji Satō | Spectateurs : 17 809 Arbitrage : Ryūji Satō |
| 20:00 (UTC+04)  | Rapport                      |         |                    | Spectateurs : 17 809 Arbitrage : Ryūji Satō | Spectateurs : 17 809 Arbitrage : Ryūji Satō |

| 14 janvier 2019 | Inde    | 0 - 1   | Bahreïn                     | Stade de Charjah (en), Charjah                   |                                                  |
| 20:00 (UTC+04)  |         | (0 - 0) | 90+1e (pen.) J. Rashid (en) | Spectateurs : 11 417 Arbitrage : Ilgiz Tantachev | Spectateurs : 11 417 Arbitrage : Ilgiz Tantachev |
| 20:00 (UTC+04)  | Rapport |         |                             | Spectateurs : 11 417 Arbitrage : Ilgiz Tantachev | Spectateurs : 11 417 Arbitrage : Ilgiz Tantachev |

### Groupe B
|   | Équipe    | Pts | J | G | N | P | Bp | Bc | Diff |
| - | --------- | --- | - | - | - | - | -- | -- | ---- |
| 1 | Jordanie  | 7   | 3 | 2 | 1 | 0 | 3  | 0  | +3   |
| 2 | Australie | 6   | 3 | 2 | 0 | 1 | 6  | 3  | +2   |
| 3 | Palestine | 2   | 3 | 0 | 2 | 1 | 0  | 3  | -3   |
| 4 | Syrie     | 1   | 3 | 0 | 1 | 2 | 2  | 5  | -2   |

| 6 janvier 2019 | Australie | 0 - 1   | Jordanie                      | Stade Hazza Bin Zayed, Al-Aïn                |                                              |
| 15:00 (UTC+04) |           | (0 - 1) | 26e Bani Yaseen (Al-Taamari ) | Spectateurs : 4 934 Arbitrage : Ahmed Al-Kaf | Spectateurs : 4 934 Arbitrage : Ahmed Al-Kaf |
| 15:00 (UTC+04) | Rapport   |         |                               | Spectateurs : 4 934 Arbitrage : Ahmed Al-Kaf | Spectateurs : 4 934 Arbitrage : Ahmed Al-Kaf |

| 6 janvier 2019 | Syrie   | 0 - 0   | Palestine | Stade de Charjah (en), Charjah                  |                                                 |
| 20:00 (UTC+04) |         | (0 - 0) |           | Spectateurs : 8 471 Arbitrage : Ravshan Irmatov | Spectateurs : 8 471 Arbitrage : Ravshan Irmatov |
| 20:00 (UTC+04) | Rapport |         |           | Spectateurs : 8 471 Arbitrage : Ravshan Irmatov | Spectateurs : 8 471 Arbitrage : Ravshan Irmatov |

| 10 janvier 2019 | Jordanie                                                        | 2 - 0   | Syrie | Stade Cheikh Khalifa, Al-Aïn                 |                                              |
| 17:30 (UTC+04)  | ( Al-Rawashdeh) Al-Taamari 26e · ( Al-Taamari) Khattab (en) 43e | (2 - 0) |       | Spectateurs : 9 152 Arbitrage : Kim Dong-jin | Spectateurs : 9 152 Arbitrage : Kim Dong-jin |
| 17:30 (UTC+04)  | Rapport                                                         |         |       | Spectateurs : 9 152 Arbitrage : Kim Dong-jin | Spectateurs : 9 152 Arbitrage : Kim Dong-jin |

| 11 janvier 2019 | Palestine | 0 - 3   | Australie                                                                   | Stade Maktoum ben Rachid Al Maktoum (en), Dubaï     |                                                     |
| 15:00 (UTC+04)  |           | (0 - 2) | 18e Maclaren (Rogić ) · 20e Mabil (Ikonomidis ) · 90e Giánnou (Ikonomidis ) | Spectateurs : 11 915 Arbitrage : Valentin Kovalenko | Spectateurs : 11 915 Arbitrage : Valentin Kovalenko |
| 15:00 (UTC+04)  | Rapport   |         |                                                                             | Spectateurs : 11 915 Arbitrage : Valentin Kovalenko | Spectateurs : 11 915 Arbitrage : Valentin Kovalenko |

| 15 janvier 2019 | Australie                                                                     | 3 - 2   | Syrie                             | Stade Cheikh Khalifa, Al-Aïn                        |                                                     |
| 17:30 (UTC+04)  | ( Ikonomidis) Mabil 41e · ( Rogić) Ikonomidis 54e · ( Ikonomidis) Rogić 90+3e | (1 - 1) | 43e Kharbin · 80e (pen.) Al Somah | Spectateurs : 10 492 Arbitrage : César Arturo Ramos | Spectateurs : 10 492 Arbitrage : César Arturo Ramos |
| 17:30 (UTC+04)  | Rapport                                                                       |         |                                   | Spectateurs : 10 492 Arbitrage : César Arturo Ramos | Spectateurs : 10 492 Arbitrage : César Arturo Ramos |

| 15 janvier 2019 | Palestine | 0 - 0   | Jordanie | Stade Mohammed-Bin-Zayed, Abou Dabi             |                                                 |
| 17:30 (UTC+04)  |           | (0 - 0) |          | Spectateurs : 20 843 Arbitrage : Mohanad Qassim | Spectateurs : 20 843 Arbitrage : Mohanad Qassim |
| 17:30 (UTC+04)  | Rapport   |         |          | Spectateurs : 20 843 Arbitrage : Mohanad Qassim | Spectateurs : 20 843 Arbitrage : Mohanad Qassim |

### Groupe C
|   | Équipe       | Pts | J | G | N | P | Bp | Bc | Diff |
| - | ------------ | --- | - | - | - | - | -- | -- | ---- |
| 1 | Corée du Sud | 9   | 3 | 3 | 0 | 0 | 4  | 0  | +4   |
| 2 | Chine        | 6   | 3 | 2 | 0 | 1 | 5  | 3  | +2   |
| 3 | Kirghizistan | 3   | 3 | 1 | 0 | 2 | 4  | 4  | 0    |
| 4 | Philippines  | 0   | 3 | 0 | 0 | 3 | 1  | 7  | -6   |

| 7 janvier 2019 | Chine                                  | 2 - 1   | Kirghizistan              | Stade Cheikh Khalifa, Al-Aïn                                    |                                                                 |
| 15:00 (UTC+04) | Matyach 50e (csc) · ( Wu X.) Yu D. 78e | (0 - 1) | 42e Israïlov (Mourzaïev ) | Spectateurs : 1 839 Arbitrage : Mohammed Abdulla Hassan Mohamed | Spectateurs : 1 839 Arbitrage : Mohammed Abdulla Hassan Mohamed |
| 15:00 (UTC+04) | Rapport                                |         |                           | Spectateurs : 1 839 Arbitrage : Mohammed Abdulla Hassan Mohamed | Spectateurs : 1 839 Arbitrage : Mohammed Abdulla Hassan Mohamed |

| 7 janvier 2019 | Corée du Sud                   | 1 - 0   | Philippines | Stade Al-Maktoum, Dubaï                         |                                                 |
| 17:30 (UTC+04) | ( Hwang H.-C.) Hwang U.-J. 67e | (0 - 0) |             | Spectateurs : 3 185 Arbitrage : Nawaf Shukralla | Spectateurs : 3 185 Arbitrage : Nawaf Shukralla |
| 17:30 (UTC+04) | Rapport                        |         |             | Spectateurs : 3 185 Arbitrage : Nawaf Shukralla | Spectateurs : 3 185 Arbitrage : Nawaf Shukralla |

| 11 janvier 2019 | Philippines | 0 - 3   | Chine                                                  | Stade Mohammed-Bin-Zayed, Abou Dabi              |                                                  |
| 17:30 (UTC+04)  |             | (0 - 1) | 40e Wu L. (Hao ) · 66e Wu L. (Hao ) · 80e Yu D. (Hao ) | Spectateurs : 16 013 Arbitrage : Hiroyuki Kimura | Spectateurs : 16 013 Arbitrage : Hiroyuki Kimura |
| 17:30 (UTC+04)  | Rapport     |         |                                                        | Spectateurs : 16 013 Arbitrage : Hiroyuki Kimura | Spectateurs : 16 013 Arbitrage : Hiroyuki Kimura |

| 11 janvier 2019 | Kirghizistan | 0 - 1   | Corée du Sud          | Stade Hazza Bin Zayed, Al-Aïn                   |                                                 |
| 20:00 (UTC+04)  |              | (0 - 1) | 41e Kim M.-J. (Hong ) | Spectateurs : 4 893 Arbitrage : Khamis Al-Marri | Spectateurs : 4 893 Arbitrage : Khamis Al-Marri |
| 20:00 (UTC+04)  | Rapport      |         |                       | Spectateurs : 4 893 Arbitrage : Khamis Al-Marri | Spectateurs : 4 893 Arbitrage : Khamis Al-Marri |

| 16 janvier 2019 | Corée du Sud                                | 2 - 0   | Chine | Stade Al-Nahyan, Abou Dabi                             |                                                        |
| 17:30 (UTC+04)  | Hwang U.-J 14e (pen.) · ( Son) Kim M.-J 51e | (1 - 0) |       | Spectateurs : 13 579 Arbitrage : Abdulrahman Al-Jassim | Spectateurs : 13 579 Arbitrage : Abdulrahman Al-Jassim |
| 17:30 (UTC+04)  | Rapport                                     |         |       | Spectateurs : 13 579 Arbitrage : Abdulrahman Al-Jassim | Spectateurs : 13 579 Arbitrage : Abdulrahman Al-Jassim |

| 16 janvier 2019 | Kirghizistan                                               | 3 - 1   | Philippines | Stade Maktoum ben Rachid Al Maktoum (en), Dubaï   |                                                   |
| 17:30 (UTC+04)  | ( Israïlov) Lux 24e · ( Saginbaïev (en)) Lux 51e · Lux 77e | (1 - 0) | 80e Schröck | Spectateurs : 4 217 Arbitrage : Turki Al-Khudhayr | Spectateurs : 4 217 Arbitrage : Turki Al-Khudhayr |
| 17:30 (UTC+04)  | Rapport                                                    |         |             | Spectateurs : 4 217 Arbitrage : Turki Al-Khudhayr | Spectateurs : 4 217 Arbitrage : Turki Al-Khudhayr |

### Groupe D
|   | Équipe   | Pts | J | G | N | P | Bp | Bc | Diff |
| - | -------- | --- | - | - | - | - | -- | -- | ---- |
| 1 | Iran     | 7   | 3 | 2 | 1 | 0 | 7  | 0  | +7   |
| 2 | Irak     | 7   | 3 | 2 | 1 | 0 | 6  | 2  | +4   |
| 3 | Viêt Nam | 3   | 3 | 1 | 0 | 2 | 4  | 5  | -1   |
| 4 | Yémen    | 0   | 3 | 0 | 0 | 3 | 0  | 10 | -10  |

| 7 janvier 2019 | Iran                                                                                                   | 5 - 0   | Yémen | Stade Mohammed-Bin-Zayed, Abou Dabi        |                                            |
| 20:00 (UTC+04) | Taremi 12e · Dejagah 23e · ( Rezaeian) Taremi 25e · ( Taremi) Azmoun 53e · ( Pouraliganji) Ghoddos 78e | (3 - 0) |       | Spectateurs : 5 301 Arbitrage : Ryūji Satō | Spectateurs : 5 301 Arbitrage : Ryūji Satō |
| 20:00 (UTC+04) | Rapport                                                                                                |         |       | Spectateurs : 5 301 Arbitrage : Ryūji Satō | Spectateurs : 5 301 Arbitrage : Ryūji Satō |

| 8 janvier 2019 | Irak                                 | 3 - 2   | Viêt Nam                          | Stade Cheikh Zayed, Abou Dabi                         |                                                       |
| 17:30 (UTC+04) | M. Ali 35e · Tariq 60e · Adnan 90+1e | (1 - 2) | 24e (csc) Faez · 42e Nguyễn C.-P. | Spectateurs : 4 779 Arbitrage : Abdulrahman Al-Jassim | Spectateurs : 4 779 Arbitrage : Abdulrahman Al-Jassim |
| 17:30 (UTC+04) | Rapport                              |         |                                   | Spectateurs : 4 779 Arbitrage : Abdulrahman Al-Jassim | Spectateurs : 4 779 Arbitrage : Abdulrahman Al-Jassim |

| 12 janvier 2019 | Viêt Nam | 0 - 2   | Iran                                         | Stade Al-Nahyan, Abou Dabi                          |                                                     |
| 15:00 (UTC+04)  |          | (0 - 1) | 38e Azmoun (Ghoddos ) · 69e Azmoun (Torabi ) | Spectateurs : 10 841 Arbitrage : Muhammad Taqi (en) | Spectateurs : 10 841 Arbitrage : Muhammad Taqi (en) |
| 15:00 (UTC+04)  | Rapport  |         |                                              | Spectateurs : 10 841 Arbitrage : Muhammad Taqi (en) | Spectateurs : 10 841 Arbitrage : Muhammad Taqi (en) |

| 12 janvier 2019 | Yémen   | 0 - 3   | Irak                                                           | Stade de Charjah (en), Charjah               |                                              |
| 17:30 (UTC+04)  |         | (0 - 2) | 11e M. Ali · 19e Resan (en) (Adnan ) · 90+2e A. Abbas (Yasin ) | Spectateurs : 9 757 Arbitrage : Fu Ming (en) | Spectateurs : 9 757 Arbitrage : Fu Ming (en) |
| 17:30 (UTC+04)  | Rapport |         |                                                                | Spectateurs : 9 757 Arbitrage : Fu Ming (en) | Spectateurs : 9 757 Arbitrage : Fu Ming (en) |

| 16 janvier 2019 | Viêt Nam                                     | 2 - 0   | Yémen | Stade Hazza Bin Zayed, Al-Aïn                |                                              |
| 20:00 (UTC+04)  | Nguyễn Q.-H. 38e · Quế N.-H. (en) 64e (pen.) | (1 - 0) |       | Spectateurs : 8 237 Arbitrage : Ahmed Al-Kaf | Spectateurs : 8 237 Arbitrage : Ahmed Al-Kaf |
| 20:00 (UTC+04)  | Rapport                                      |         |       | Spectateurs : 8 237 Arbitrage : Ahmed Al-Kaf | Spectateurs : 8 237 Arbitrage : Ahmed Al-Kaf |

| 16 janvier 2019 | Iran    | 0 - 0   | Irak | Stade Al-Maktoum, Dubaï                          |                                                  |
| 20:00 (UTC+04)  |         | (0 - 0) |      | Spectateurs : 15 038 Arbitrage : Ravchan Irmatov | Spectateurs : 15 038 Arbitrage : Ravchan Irmatov |
| 20:00 (UTC+04)  | Rapport |         |      | Spectateurs : 15 038 Arbitrage : Ravchan Irmatov | Spectateurs : 15 038 Arbitrage : Ravchan Irmatov |

### Groupe E
|   | Équipe          | Pts | J | G | N | P | Bp | Bc | Diff |
| - | --------------- | --- | - | - | - | - | -- | -- | ---- |
| 1 | Qatar           | 9   | 3 | 3 | 0 | 0 | 10 | 0  | +10  |
| 2 | Arabie saoudite | 6   | 3 | 2 | 0 | 1 | 6  | 2  | +4   |
| 3 | Liban           | 3   | 3 | 1 | 0 | 2 | 4  | 5  | -1   |
| 4 | Corée du Nord   | 0   | 3 | 0 | 0 | 3 | 1  | 14 | -13  |

| 8 janvier 2019 | Arabie saoudite | 4 - 0   | Corée du Nord | Stade Maktoum ben Rachid Al Maktoum (en), Dubaï |                                             |
| 20:00 (UTC+04) | ( Al-Bishi (en)) Bahebri 28e · ( Al-Mogahwi) Al-Fatil 37e · ( Al-Bishi (en)) al-Dossari 70e · ( Al-Shamrani (en)) al-Muwallad 87e | (2 - 0) |               | Spectateurs : 5 075 Arbitrage : Peter Green     | Spectateurs : 5 075 Arbitrage : Peter Green |
| 20:00 (UTC+04) | Rapport |         |               | Spectateurs : 5 075 Arbitrage : Peter Green     | Spectateurs : 5 075 Arbitrage : Peter Green |

| 9 janvier 2019 | Qatar                    | 2 - 0   | Liban | Stade Hazza Bin Zayed, Al-Aïn           |                                         |
| 20:00 (UTC+04) | Al-Rawi 65e · A. Ali 79e | (0 - 0) |       | Spectateurs : 7 847 Arbitrage : Ma Ning | Spectateurs : 7 847 Arbitrage : Ma Ning |
| 20:00 (UTC+04) | Rapport                  |         |       | Spectateurs : 7 847 Arbitrage : Ma Ning | Spectateurs : 7 847 Arbitrage : Ma Ning |

| 12 janvier 2019 | Liban   | 0 - 2   | Arabie saoudite                             | Stade Al-Maktoum, Dubaï                         |                                                 |
| 20:00 (UTC+04)  |         | (0 - 1) | 12e al-Muwallad · 66e Al-Mogahwi (Bahebri ) | Spectateurs : 13 792 Arbitrage : Ali Sabah (en) | Spectateurs : 13 792 Arbitrage : Ali Sabah (en) |
| 20:00 (UTC+04)  | Rapport |         |                                             | Spectateurs : 13 792 Arbitrage : Ali Sabah (en) | Spectateurs : 13 792 Arbitrage : Ali Sabah (en) |

| 13 janvier 2019 | Corée du Nord | 0 - 6   | Qatar | Stade Cheikh Khalifa, Al-Aïn                              |                                                           |
| 15:00 (UTC+04)  |               | (0 - 3) | 9e A. Ali (Afif ) · 11e A. Ali (Al Haidos ) · 43e Khoukhi (Afif ) · 55e A. Ali (Afif ) · 60e A. Ali (Afif ) · 68e A. Hassan (A. Ali ) | Spectateurs : 452 Arbitrage : Hettikamkanamge Perera (en) | Spectateurs : 452 Arbitrage : Hettikamkanamge Perera (en) |
| 15:00 (UTC+04)  | Rapport       |         | | Spectateurs : 452 Arbitrage : Hettikamkanamge Perera (en) | Spectateurs : 452 Arbitrage : Hettikamkanamge Perera (en) |

| 17 janvier 2019 | Arabie saoudite | 0 - 2   | Qatar                                       | Stade Cheikh Zayed, Abou Dabi                 |                                               |
| 20:00 (UTC+04)  |                 | (0 - 1) | 45+1e A. Ali (Hatem ) · 80e A. Ali (Hatem ) | Spectateurs : 16 067 Arbitrage : Kim Dong-jin | Spectateurs : 16 067 Arbitrage : Kim Dong-jin |
| 20:00 (UTC+04)  | Rapport         |         |                                             | Spectateurs : 16 067 Arbitrage : Kim Dong-jin | Spectateurs : 16 067 Arbitrage : Kim Dong-jin |

| 17 janvier 2019 | Liban                                                                                             | 4 - 1   | Corée du Nord | Stade de Charjah (en), Charjah              |                                             |
| 20:00 (UTC+04)  | ( Maatouk) Michel (en) 27e · ( Mohanad Haidar) El-Helwe 65e · Maatouk 80e (pen.) · El-Helwe 90+8e | (1 - 1) | 9e Pak        | Spectateurs : 4 332 Arbitrage : Chris Beath | Spectateurs : 4 332 Arbitrage : Chris Beath |
| 20:00 (UTC+04)  | Rapport                                                                                           |         |               | Spectateurs : 4 332 Arbitrage : Chris Beath | Spectateurs : 4 332 Arbitrage : Chris Beath |

### Groupe F
|   | Équipe       | Pts | J | G | N | P | Bp | Bc | Diff |
| - | ------------ | --- | - | - | - | - | -- | -- | ---- |
| 1 | Japon        | 9   | 3 | 3 | 0 | 0 | 6  | 3  | +3   |
| 2 | Ouzbékistan  | 6   | 3 | 2 | 0 | 1 | 7  | 3  | +4   |
| 3 | Oman         | 3   | 3 | 1 | 0 | 2 | 4  | 4  | 0    |
| 4 | Turkménistan | 0   | 3 | 0 | 0 | 3 | 3  | 10 | -7   |

| 9 janvier 2019 | Japon                                                                 | 3 - 2   | Turkménistan                                         | Stade Al-Nahyan, Abou Dabi                      |                                                 |
| 15:00 (UTC+04) | ( Haraguchi) Osako 56e · ( Nagatomo) Osako 60e · ( Minamino) Doan 71e | (0 - 1) | 26e Amanow (en) (Mingazov ) · 79e (pen.) Ataýew (en) | Spectateurs : 5 725 Arbitrage : Alireza Faghani | Spectateurs : 5 725 Arbitrage : Alireza Faghani |
| 15:00 (UTC+04) | Rapport                                                               |         |                                                      | Spectateurs : 5 725 Arbitrage : Alireza Faghani | Spectateurs : 5 725 Arbitrage : Alireza Faghani |

| 9 janvier 2019 | Ouzbékistan                                    | 2 - 1   | Oman                               | Stade de Charjah (en), Charjah                    |                                                   |
| 17:30 (UTC+04) | Ahmedov 34e · ( Alibaïev (en)) Chomourodov 85e | (1 - 0) | 72e Al-Ghassani (en) (Al-Busaidi ) | Spectateurs : 9 424 Arbitrage : Ko Hyung-jin (en) | Spectateurs : 9 424 Arbitrage : Ko Hyung-jin (en) |
| 17:30 (UTC+04) | Rapport                                        |         |                                    | Spectateurs : 9 424 Arbitrage : Ko Hyung-jin (en) | Spectateurs : 9 424 Arbitrage : Ko Hyung-jin (en) |

| 13 janvier 2019 | Oman    | 0 - 1   | Japon                | Stade Cheikh Zayed, Abou Dabi                                  |                                                                |
| 17:30 (UTC+04)  |         | (0 - 1) | 28e (pen.) Haraguchi | Spectateurs : 12 110 Arbitrage : Mohd Amirul Izwan Yaacob (en) | Spectateurs : 12 110 Arbitrage : Mohd Amirul Izwan Yaacob (en) |
| 17:30 (UTC+04)  | Rapport |         |                      | Spectateurs : 12 110 Arbitrage : Mohd Amirul Izwan Yaacob (en) | Spectateurs : 12 110 Arbitrage : Mohd Amirul Izwan Yaacob (en) |

| 13 janvier 2019 | Turkménistan | 0 - 4   | Ouzbékistan | Stade Maktoum ben Rachid Al Maktoum (en), Dubaï       |                                                       |
| 20:00 (UTC+04)  |              | (0 - 4) | 17e Sidikov (en) (Khamdamov ) · 24e Chomourodov Otabek Shukorov ) · 40e Macharipov · 42e Chomourodov (Macharipov ) | Spectateurs : 4 354 Arbitrage : Ammar Al-Jeneibi (en) | Spectateurs : 4 354 Arbitrage : Ammar Al-Jeneibi (en) |
| 20:00 (UTC+04)  | Rapport      |         | | Spectateurs : 4 354 Arbitrage : Ammar Al-Jeneibi (en) | Spectateurs : 4 354 Arbitrage : Ammar Al-Jeneibi (en) |

| 17 janvier 2019 | Oman                                                                           | 3 - 1   | Turkménistan          | Stade Mohammed-Bin-Zayed, Abou Dabi             |                                                 |
| 17:30 (UTC+04)  | A. Moubarak 20e · ( A. Moubarak) Al-Ghassani (en) 84e · Al-Musalami (en) 90+3e | (1 - 1) | 41e Annadurdyýew (en) | Spectateurs : 8 338 Arbitrage : Nawaf Shukralla | Spectateurs : 8 338 Arbitrage : Nawaf Shukralla |
| 17:30 (UTC+04)  | Rapport                                                                        |         |                       | Spectateurs : 8 338 Arbitrage : Nawaf Shukralla | Spectateurs : 8 338 Arbitrage : Nawaf Shukralla |

| 17 janvier 2019 | Japon                             | 2 - 1   | Ouzbékistan     | Stade Cheikh Khalifa, Al-Aïn                                    |                                                                 |
| 17:30 (UTC+04)  | ( Muroya) Muto 43e · Shiotani 58e | (1 - 1) | 40e Chomourodov | Spectateurs : 7 005 Arbitrage : Mohammed Abdulla Hassan Mohamed | Spectateurs : 7 005 Arbitrage : Mohammed Abdulla Hassan Mohamed |
| 17:30 (UTC+04)  | Rapport                           |         |                 | Spectateurs : 7 005 Arbitrage : Mohammed Abdulla Hassan Mohamed | Spectateurs : 7 005 Arbitrage : Mohammed Abdulla Hassan Mohamed |

### Désignation des meilleurs troisièmes
Les quatre meilleures équipes classées troisièmes de leur poule sont repêchées pour compléter le tableau des huitièmes de finale, en fonction du classement comparatif suivant :
| Rang | Équipe                  | Pts | J | G | N | P | Bp | Bc | Diff |
| ---- | ----------------------- | --- | - | - | - | - | -- | -- | ---- |
| 1    | Bahreïn (Groupe A)      | 4   | 3 | 1 | 1 | 1 | 2  | 2  | 0    |
| 2    | Kirghizistan (Groupe C) | 3   | 3 | 1 | 0 | 2 | 4  | 4  | 0    |
| 3    | Oman (Groupe F)         | 3   | 3 | 1 | 0 | 2 | 4  | 4  | 0    |
| 4    | Viêt Nam * (Groupe D)   | 3   | 3 | 1 | 0 | 2 | 4  | 5  | -1   |
| 5    | Liban * (Groupe E)      | 3   | 3 | 1 | 0 | 2 | 4  | 5  | -1   |
| 6    | Palestine (Groupe B)    | 2   | 3 | 0 | 2 | 1 | 0  | 3  | -3   |

     Équipe qualifiée
* À égalité au classement, les équipes du Viêt Nam et du Liban sont départagées pour la qualification sur le critère disciplinaire (nombre de cartons jaunes et rouges reçus sur l'ensemble des matchs).

## Phase à élimination directe

### Tableau final
|  | Huitièmes de finale                                              | Huitièmes de finale                                  |                     |       | Quarts de finale                                     | Quarts de finale                                     |  |  | Demi-finales                                   | Demi-finales                                   |  |  | Finale                                          | Finale                                          |
|  | Huitièmes de finale                                              | Huitièmes de finale                                  |                     |       | Quarts de finale                                     | Quarts de finale                                     |  |  | Demi-finales                                   | Demi-finales                                   |  |  | Finale                                          | Finale                                          |
|  |                                                                  |                                                      |                     |       |                                                      |                                                      |  |  |                                                |                                                |  |  |                                                 |                                                 |
|  | 20 janvier 2019, Stade Hazza Bin Zayed, Al-Aïn                   | 20 janvier 2019, Stade Hazza Bin Zayed, Al-Aïn       |                     |       | 24 janvier 2019, Stade Mohammed-Bin-Zayed, Abou Dabi | 24 janvier 2019, Stade Mohammed-Bin-Zayed, Abou Dabi |  |  | 28 janvier 2019, Stade Hazza Bin Zayed, Al-Aïn | 28 janvier 2019, Stade Hazza Bin Zayed, Al-Aïn |  |  | 1er février 2019, Stade Cheikh Zayed, Abou Dabi | 1er février 2019, Stade Cheikh Zayed, Abou Dabi |
|  | 20 janvier 2019, Stade Hazza Bin Zayed, Al-Aïn                   | 20 janvier 2019, Stade Hazza Bin Zayed, Al-Aïn       |                     |       | 24 janvier 2019, Stade Mohammed-Bin-Zayed, Abou Dabi | 24 janvier 2019, Stade Mohammed-Bin-Zayed, Abou Dabi |  |  | 28 janvier 2019, Stade Hazza Bin Zayed, Al-Aïn | 28 janvier 2019, Stade Hazza Bin Zayed, Al-Aïn |  |  | 1er février 2019, Stade Cheikh Zayed, Abou Dabi | 1er février 2019, Stade Cheikh Zayed, Abou Dabi |
|  | Thaïlande                                                        | 1                                                    |                     |       | 24 janvier 2019, Stade Mohammed-Bin-Zayed, Abou Dabi | 24 janvier 2019, Stade Mohammed-Bin-Zayed, Abou Dabi |  |  | 28 janvier 2019, Stade Hazza Bin Zayed, Al-Aïn | 28 janvier 2019, Stade Hazza Bin Zayed, Al-Aïn |  |  | 1er février 2019, Stade Cheikh Zayed, Abou Dabi | 1er février 2019, Stade Cheikh Zayed, Abou Dabi |
|  | Thaïlande                                                        | 1                                                    |                     |       | 24 janvier 2019, Stade Mohammed-Bin-Zayed, Abou Dabi | 24 janvier 2019, Stade Mohammed-Bin-Zayed, Abou Dabi |  |  | 28 janvier 2019, Stade Hazza Bin Zayed, Al-Aïn | 28 janvier 2019, Stade Hazza Bin Zayed, Al-Aïn |  |  | 1er février 2019, Stade Cheikh Zayed, Abou Dabi | 1er février 2019, Stade Cheikh Zayed, Abou Dabi |
|  | Chine                                                            | 2                                                    |                     |       | 24 janvier 2019, Stade Mohammed-Bin-Zayed, Abou Dabi | 24 janvier 2019, Stade Mohammed-Bin-Zayed, Abou Dabi |  |  | 28 janvier 2019, Stade Hazza Bin Zayed, Al-Aïn | 28 janvier 2019, Stade Hazza Bin Zayed, Al-Aïn |  |  | 1er février 2019, Stade Cheikh Zayed, Abou Dabi | 1er février 2019, Stade Cheikh Zayed, Abou Dabi |
|  | Chine                                                            | 2                                                    | Chine               | 0     |                                                      |                                                      |  |  | 28 janvier 2019, Stade Hazza Bin Zayed, Al-Aïn | 28 janvier 2019, Stade Hazza Bin Zayed, Al-Aïn |  |  | 1er février 2019, Stade Cheikh Zayed, Abou Dabi | 1er février 2019, Stade Cheikh Zayed, Abou Dabi |
|  | 20 janvier 2019, Stade Mohammed-Bin-Zayed, Abou Dabi             |                                                      | Chine               | 0     |                                                      |                                                      |  |  | 28 janvier 2019, Stade Hazza Bin Zayed, Al-Aïn | 28 janvier 2019, Stade Hazza Bin Zayed, Al-Aïn |  |  | 1er février 2019, Stade Cheikh Zayed, Abou Dabi | 1er février 2019, Stade Cheikh Zayed, Abou Dabi |
|  |                                                                  | Iran                                                 | 3                   |       |                                                      |                                                      |  |  | 28 janvier 2019, Stade Hazza Bin Zayed, Al-Aïn | 28 janvier 2019, Stade Hazza Bin Zayed, Al-Aïn |  |  | 1er février 2019, Stade Cheikh Zayed, Abou Dabi | 1er février 2019, Stade Cheikh Zayed, Abou Dabi |
|  | Iran                                                             | Iran                                                 | 3                   | 2     |                                                      |                                                      |  |  | 28 janvier 2019, Stade Hazza Bin Zayed, Al-Aïn | 28 janvier 2019, Stade Hazza Bin Zayed, Al-Aïn |  |  | 1er février 2019, Stade Cheikh Zayed, Abou Dabi | 1er février 2019, Stade Cheikh Zayed, Abou Dabi |
|  | Iran                                                             | 24 janvier 2019, Stade Al-Maktoum, Dubaï             |                     | 2     |                                                      |                                                      |  |  | 28 janvier 2019, Stade Hazza Bin Zayed, Al-Aïn | 28 janvier 2019, Stade Hazza Bin Zayed, Al-Aïn |  |  | 1er février 2019, Stade Cheikh Zayed, Abou Dabi | 1er février 2019, Stade Cheikh Zayed, Abou Dabi |
|  | Oman                                                             | 0                                                    |                     |       |                                                      |                                                      |  |  | 28 janvier 2019, Stade Hazza Bin Zayed, Al-Aïn | 28 janvier 2019, Stade Hazza Bin Zayed, Al-Aïn |  |  | 1er février 2019, Stade Cheikh Zayed, Abou Dabi | 1er février 2019, Stade Cheikh Zayed, Abou Dabi |
|  | Oman                                                             | 0                                                    | Iran                | 0     |                                                      |                                                      |  |  |                                                |                                                |  |  | 1er février 2019, Stade Cheikh Zayed, Abou Dabi | 1er février 2019, Stade Cheikh Zayed, Abou Dabi |
|  | 20 janvier 2019, Stade Al-Maktoum, Dubaï                         |                                                      | Iran                | 0     |                                                      |                                                      |  |  |                                                |                                                |  |  | 1er février 2019, Stade Cheikh Zayed, Abou Dabi | 1er février 2019, Stade Cheikh Zayed, Abou Dabi |
|  |                                                                  | Japon                                                | 3                   |       |                                                      |                                                      |  |  |                                                |                                                |  |  | 1er février 2019, Stade Cheikh Zayed, Abou Dabi | 1er février 2019, Stade Cheikh Zayed, Abou Dabi |
|  | Jordanie                                                         | Japon                                                | 3                   | 1 (2) |                                                      |                                                      |  |  |                                                |                                                |  |  | 1er février 2019, Stade Cheikh Zayed, Abou Dabi | 1er février 2019, Stade Cheikh Zayed, Abou Dabi |
|  | Jordanie                                                         | 29 janvier 2019, Stade Mohammed-Bin-Zayed, Abou Dabi |                     | 1 (2) |                                                      |                                                      |  |  |                                                |                                                |  |  | 1er février 2019, Stade Cheikh Zayed, Abou Dabi | 1er février 2019, Stade Cheikh Zayed, Abou Dabi |
|  | Viêt Nam (t. a. b.)                                              | 1 (4)                                                |                     |       |                                                      |                                                      |  |  |                                                |                                                |  |  | 1er février 2019, Stade Cheikh Zayed, Abou Dabi | 1er février 2019, Stade Cheikh Zayed, Abou Dabi |
|  | Viêt Nam (t. a. b.)                                              | 1 (4)                                                | Viêt Nam            | 0     |                                                      |                                                      |  |  |                                                |                                                |  |  | 1er février 2019, Stade Cheikh Zayed, Abou Dabi | 1er février 2019, Stade Cheikh Zayed, Abou Dabi |
|  | 21 janvier 2019, Stade de Charjah (en), Charjah                  |                                                      | Viêt Nam            | 0     |                                                      |                                                      |  |  |                                                |                                                |  |  | 1er février 2019, Stade Cheikh Zayed, Abou Dabi | 1er février 2019, Stade Cheikh Zayed, Abou Dabi |
|  |                                                                  | Japon                                                | 1                   |       |                                                      |                                                      |  |  |                                                |                                                |  |  | 1er février 2019, Stade Cheikh Zayed, Abou Dabi | 1er février 2019, Stade Cheikh Zayed, Abou Dabi |
|  | Japon                                                            | Japon                                                | 1                   | 1     |                                                      |                                                      |  |  |                                                |                                                |  |  | 1er février 2019, Stade Cheikh Zayed, Abou Dabi | 1er février 2019, Stade Cheikh Zayed, Abou Dabi |
|  | Japon                                                            | 25 janvier 2019, Stade Cheikh Zayed, Abou Dabi       |                     | 1     |                                                      |                                                      |  |  |                                                |                                                |  |  | 1er février 2019, Stade Cheikh Zayed, Abou Dabi | 1er février 2019, Stade Cheikh Zayed, Abou Dabi |
|  | Arabie saoudite                                                  | 0                                                    |                     |       |                                                      |                                                      |  |  |                                                |                                                |  |  | 1er février 2019, Stade Cheikh Zayed, Abou Dabi | 1er février 2019, Stade Cheikh Zayed, Abou Dabi |
|  | Arabie saoudite                                                  | 0                                                    | Japon               | 1     |                                                      |                                                      |  |  |                                                |                                                |  |  |                                                 |                                                 |
|  | 22 janvier 2019, Stade Maktoum ben Rachid Al Maktoum (en), Dubaï |                                                      | Japon               | 1     |                                                      |                                                      |  |  |                                                |                                                |  |  |                                                 |                                                 |
|  |                                                                  | Qatar                                                | 3                   |       |                                                      |                                                      |  |  |                                                |                                                |  |  |                                                 |                                                 |
|  | Corée du Sud (a. p.)                                             | Qatar                                                | 3                   | 2     |                                                      |                                                      |  |  |                                                |                                                |  |  |                                                 |                                                 |
|  | Corée du Sud (a. p.)                                             |                                                      |                     | 2     |                                                      |                                                      |  |  |                                                |                                                |  |  |                                                 |                                                 |
|  | Bahreïn                                                          | 1                                                    |                     |       |                                                      |                                                      |  |  |                                                |                                                |  |  |                                                 |                                                 |
|  | Bahreïn                                                          | 1                                                    | Corée du Sud        | 0     |                                                      |                                                      |  |  |                                                |                                                |  |  |                                                 |                                                 |
|  | 22 janvier 2019, Stade Al-Nahyan, Abou Dabi                      |                                                      | Corée du Sud        | 0     |                                                      |                                                      |  |  |                                                |                                                |  |  |                                                 |                                                 |
|  |                                                                  | Qatar                                                | 1                   |       |                                                      |                                                      |  |  |                                                |                                                |  |  |                                                 |                                                 |
|  | Qatar                                                            | Qatar                                                | 1                   | 1     |                                                      |                                                      |  |  |                                                |                                                |  |  |                                                 |                                                 |
|  | Qatar                                                            | 25 janvier 2019, Stade Hazza Bin Zayed, Al-Aïn       |                     | 1     |                                                      |                                                      |  |  |                                                |                                                |  |  |                                                 |                                                 |
|  | Irak                                                             | 0                                                    |                     |       |                                                      |                                                      |  |  |                                                |                                                |  |  |                                                 |                                                 |
|  | Irak                                                             | 0                                                    | Qatar               | 4     |                                                      |                                                      |  |  |                                                |                                                |  |  |                                                 |                                                 |
|  | 21 janvier 2019, Stade Cheikh Zayed, Abou Dabi                   |                                                      | Qatar               | 4     |                                                      |                                                      |  |  |                                                |                                                |  |  |                                                 |                                                 |
|  |                                                                  | Émirats arabes unis                                  | 0                   |       |                                                      |                                                      |  |  |                                                |                                                |  |  |                                                 |                                                 |
|  | Émirats arabes unis (a. p.)                                      | Émirats arabes unis                                  | 0                   | 3     |                                                      |                                                      |  |  |                                                |                                                |  |  |                                                 |                                                 |
|  | Émirats arabes unis (a. p.)                                      |                                                      |                     | 3     |                                                      |                                                      |  |  |                                                |                                                |  |  |                                                 |                                                 |
|  | Kirghizistan                                                     | 2                                                    |                     |       |                                                      |                                                      |  |  |                                                |                                                |  |  |                                                 |                                                 |
|  | Kirghizistan                                                     | 2                                                    | Émirats arabes unis | 1     |                                                      |                                                      |  |  |                                                |                                                |  |  |                                                 |                                                 |
|  | 21 janvier 2019, Stade Cheikh Khalifa, Al-Aïn                    |                                                      | Émirats arabes unis | 1     |                                                      |                                                      |  |  |                                                |                                                |  |  |                                                 |                                                 |
|  |                                                                  | Australie                                            | 0                   |       |                                                      |                                                      |  |  |                                                |                                                |  |  |                                                 |                                                 |
|  | Australie (t. a. b.)                                             | Australie                                            | 0                   | 0 (4) |                                                      |                                                      |  |  |                                                |                                                |  |  |                                                 |                                                 |
|  | Australie (t. a. b.)                                             |                                                      |                     | 0 (4) |                                                      |                                                      |  |  |                                                |                                                |  |  |                                                 |                                                 |
|  | Ouzbékistan                                                      | 0 (2)                                                |                     |       |                                                      |                                                      |  |  |                                                |                                                |  |  |                                                 |                                                 |
|  | Ouzbékistan                                                      | 0 (2)                                                |                     |       |                                                      |                                                      |  |  |                                                |                                                |  |  |                                                 |                                                 |

### Huitièmes de finale
| 20 janvier 2019 | Jordanie                                                  | 1 - 1 a.p.            | Viêt Nam                                                             | Stade Al-Maktoum, Dubaï                          |                                                  |
| 15:00 (UTC+04)  | Abdel-Rahman (en) 39e                                     | (1 - 0, 1 - 1, 1 - 1) | 51e Nguyễn C.-P. (Nguyễn T.-H. (en) )                                | Spectateurs : 14 205 Arbitrage : Alireza Faghani | Spectateurs : 14 205 Arbitrage : Alireza Faghani |
| 15:00 (UTC+04)  | Rapport                                                   |                       |                                                                      | Spectateurs : 14 205 Arbitrage : Alireza Faghani | Spectateurs : 14 205 Arbitrage : Alireza Faghani |
| 15:00 (UTC+04)  | Abdel-Rahman (en) · Faisal (en) · Samir (en) · Ersan (en) | Tirs au but 2 - 4     | Quế N.-H. (en) · Đỗ H.-D. (en) · Lương · Trần M.-V. · Bùi T.-D. (en) | Spectateurs : 14 205 Arbitrage : Alireza Faghani | Spectateurs : 14 205 Arbitrage : Alireza Faghani |

| 20 janvier 2019 | Thaïlande                           | 1 - 2   | Chine                                   | Stade Hazza Bin Zayed, Al-Aïn                                   |                                                                 |
| 18:00 (UTC+04)  | ( Puangchan (en)) Supachai (en) 31e | (1 - 0) | 67e Xiao (en) (Zheng ) · 71e (pen.) Gao | Spectateurs : 8 026 Arbitrage : Mohammed Abdulla Hassan Mohamed | Spectateurs : 8 026 Arbitrage : Mohammed Abdulla Hassan Mohamed |
| 18:00 (UTC+04)  | Rapport                             |         |                                         | Spectateurs : 8 026 Arbitrage : Mohammed Abdulla Hassan Mohamed | Spectateurs : 8 026 Arbitrage : Mohammed Abdulla Hassan Mohamed |

| 20 janvier 2019 | Iran                                 | 2 - 0   | Oman | Stade Mohammed-Bin-Zayed, Abou Dabi                 |                                                     |
| 21:00 (UTC+04)  | Jahanbakhsh 32e · Dejagah 41e (pen.) | (2 - 0) |      | Spectateurs : 31 945 Arbitrage : César Arturo Ramos | Spectateurs : 31 945 Arbitrage : César Arturo Ramos |
| 21:00 (UTC+04)  | Rapport                              |         |      | Spectateurs : 31 945 Arbitrage : César Arturo Ramos | Spectateurs : 31 945 Arbitrage : César Arturo Ramos |

| 21 janvier 2019 | Japon                     | 1 - 0   | Arabie saoudite | Stade de Charjah (en), Charjah                  |                                                 |
| 15:00 (UTC+04)  | ( Shibasaki) Tomiyasu 20e | (1 - 0) |                 | Spectateurs : 6 832 Arbitrage : Ravshan Irmatov | Spectateurs : 6 832 Arbitrage : Ravshan Irmatov |
| 15:00 (UTC+04)  | Rapport                   |         |                 | Spectateurs : 6 832 Arbitrage : Ravshan Irmatov | Spectateurs : 6 832 Arbitrage : Ravshan Irmatov |

| 21 janvier 2019 | Australie                                    | 0 - 0 a.p.            | Ouzbékistan                                                       | Stade Cheikh Khalifa, Al-Aïn                          |                                                       |
| 18:00 (UTC+04)  |                                              | (0 - 0, 0 - 0, 0 - 0) |                                                                   | Spectateurs : 6 809 Arbitrage : Abdulrahman Al-Jassim | Spectateurs : 6 809 Arbitrage : Abdulrahman Al-Jassim |
| 18:00 (UTC+04)  | Rapport                                      |                       |                                                                   | Spectateurs : 6 809 Arbitrage : Abdulrahman Al-Jassim | Spectateurs : 6 809 Arbitrage : Abdulrahman Al-Jassim |
| 18:00 (UTC+04)  | Milligan · Behich · Kruse · Giánnou · Leckie | Tirs au but 4 - 2     | Otabek Shukorov · Toukhtakhodjaïev (en) · Alibaïev (en) · Bikmoev | Spectateurs : 6 809 Arbitrage : Abdulrahman Al-Jassim | Spectateurs : 6 809 Arbitrage : Abdulrahman Al-Jassim |

| 21 janvier 2019 | Émirats arabes unis                                                                      | 3 - 2 a.p.            | Kirghizistan                                                            | Stade Cheikh Zayed, Abou Dabi                 |                                               |
| 21:00 (UTC+04)  | ( Khalifa Moubarak) Esmaeel 14e · ( A. Abdulrahman) Mabkhout 64e · A. Khalil 103e (pen.) | (1 - 1, 2 - 2, 3 - 2) | 26e Mourzaïev (Israïlov ) · 90+2e Roustamov (en) (Zemlianoukhine (en) ) | Spectateurs : 17 784 Arbitrage : Fu Ming (en) | Spectateurs : 17 784 Arbitrage : Fu Ming (en) |
| 21:00 (UTC+04)  | Rapport                                                                                  |                       |                                                                         | Spectateurs : 17 784 Arbitrage : Fu Ming (en) | Spectateurs : 17 784 Arbitrage : Fu Ming (en) |

| 22 janvier 2019 | Corée du Sud                                 | 2 - 1 a.p.            | Bahreïn             | Stade Maktoum ben Rachid Al Maktoum (en), Dubaï |                                            |
| 17:00 (UTC+04)  | Hwang H.-C. 43e · ( Lee Y.) Kim J.-S. 105+2e | (1 - 0, 1 - 1, 2 - 1) | 77e Al Romaihi (en) | Spectateurs : 7 658 Arbitrage : Ryūji Satō      | Spectateurs : 7 658 Arbitrage : Ryūji Satō |
| 17:00 (UTC+04)  | Rapport                                      |                       |                     | Spectateurs : 7 658 Arbitrage : Ryūji Satō      | Spectateurs : 7 658 Arbitrage : Ryūji Satō |

| 22 janvier 2019 | Qatar       | 1 - 0   | Irak | Stade Al-Nahyan, Abou Dabi                          |                                                     |
| 20:00 (UTC+04)  | Al-Rawi 62e | (0 - 0) |      | Spectateurs : 14 701 Arbitrage : Muhammad Taqi (en) | Spectateurs : 14 701 Arbitrage : Muhammad Taqi (en) |
| 20:00 (UTC+04)  | Rapport     |         |      | Spectateurs : 14 701 Arbitrage : Muhammad Taqi (en) | Spectateurs : 14 701 Arbitrage : Muhammad Taqi (en) |

### Quarts de finale
| 24 janvier 2019 | Viêt Nam | 0 - 1   | Japon           | Stade Al-Maktoum, Dubaï                                         |                                                                 |
| 17:00 (UTC+04)  |          | (0 - 0) | 57e (pen.) Doan | Spectateurs : 8 954 Arbitrage : Mohammed Abdulla Hassan Mohamed | Spectateurs : 8 954 Arbitrage : Mohammed Abdulla Hassan Mohamed |
| 17:00 (UTC+04)  | Rapport  |         |                 | Spectateurs : 8 954 Arbitrage : Mohammed Abdulla Hassan Mohamed | Spectateurs : 8 954 Arbitrage : Mohammed Abdulla Hassan Mohamed |

| 24 janvier 2019 | Chine   | 0 - 3   | Iran                                                           | Stade Mohammed-Bin-Zayed, Abou Dabi                    |                                                        |
| 20:00 (UTC+04)  |         | (0 - 2) | 18e Taremi (Azmoun ) · 31e Azmoun · 90+2e Ansarifard (Taremi ) | Spectateurs : 19 578 Arbitrage : Abdulrahman Al-Jassim | Spectateurs : 19 578 Arbitrage : Abdulrahman Al-Jassim |
| 20:00 (UTC+04)  | Rapport |         |                                                                | Spectateurs : 19 578 Arbitrage : Abdulrahman Al-Jassim | Spectateurs : 19 578 Arbitrage : Abdulrahman Al-Jassim |

| 25 janvier 2019 | Corée du Sud | 0 - 1   | Qatar             | Stade Cheikh Zayed, Abou Dabi                    |                                                  |
| 17:00 (UTC+04)  |              | (0 - 0) | 78e Hatem (Afif ) | Spectateurs : 13 791 Arbitrage : Ravshan Irmatov | Spectateurs : 13 791 Arbitrage : Ravshan Irmatov |
| 17:00 (UTC+04)  | Rapport      |         |                   | Spectateurs : 13 791 Arbitrage : Ravshan Irmatov | Spectateurs : 13 791 Arbitrage : Ravshan Irmatov |

| 25 janvier 2019 | Émirats arabes unis | 1 - 0   | Australie | Stade Hazza Bin Zayed, Al-Aïn               |                                             |
| 20:00 (UTC+04)  | Mabkhout 68e        | (0 - 0) |           | Spectateurs : 25 053 Arbitrage : Ryūji Satō | Spectateurs : 25 053 Arbitrage : Ryūji Satō |
| 20:00 (UTC+04)  | Rapport             |         |           | Spectateurs : 25 053 Arbitrage : Ryūji Satō | Spectateurs : 25 053 Arbitrage : Ryūji Satō |

### Demi-finales
| 28 janvier 2019 | Iran    | 0 - 3   | Japon                                                                  | Stade Hazza Bin Zayed, Al-Aïn                |                                              |
| 18:00 (UTC+04)  |         | (0 - 0) | 56e Osako (Minamino ) · 67e (pen.) Osako · 90+2e Haraguchi (Minamino ) | Spectateurs : 23 262 Arbitrage : Chris Beath | Spectateurs : 23 262 Arbitrage : Chris Beath |
| 18:00 (UTC+04)  | Rapport |         |                                                                        | Spectateurs : 23 262 Arbitrage : Chris Beath | Spectateurs : 23 262 Arbitrage : Chris Beath |

| 29 janvier 2019 | Qatar                                                                                         | 4 - 0   | Émirats arabes unis | Stade Mohammed-Bin-Zayed, Abou Dabi                 |                                                     |
| 18:00 (UTC+04)  | ( Afif) Khoukhi 22e · ( Afif) A. Ali 37e · ( Afif) Al Haidos 80e · ( Boudiaf) H. Ismail 90+4e | (2 - 0) |                     | Spectateurs : 38 646 Arbitrage : César Arturo Ramos | Spectateurs : 38 646 Arbitrage : César Arturo Ramos |
| 18:00 (UTC+04)  | Rapport                                                                                       |         |                     | Spectateurs : 38 646 Arbitrage : César Arturo Ramos | Spectateurs : 38 646 Arbitrage : César Arturo Ramos |

### Finale
| 1er février 2019 | Japon                 | 1 - 3   | Qatar                                                    | Stade Cheikh Zayed, Abou Dabi                    |                                                  |
| 18:00 (UTC+04)   | ( Osako) Minamino 69e | (0 - 2) | 12e A. Ali (Afif ) · 27e Hatem (Afif ) · 83e (pen.) Afif | Spectateurs : 36 776 Arbitrage : Ravshan Irmatov | Spectateurs : 36 776 Arbitrage : Ravshan Irmatov |

## Résultats
| Coupe d'Asie 2019 Vainqueur Qatar 1er titre |

## Statistiques

### Classement des équipes
| Rang | Équipe              | Pts | J | G | N | P | Bp | Bc | Diff | Stade de compétition |
| ---- | ------------------- | --- | - | - | - | - | -- | -- | ---- | -------------------- |
| 1    | Qatar               | 21  | 7 | 7 | 0 | 0 | 19 | 1  | +18  | Champion             |
| 2    | Japon               | 18  | 7 | 6 | 0 | 1 | 12 | 6  | +6   | Finale               |
| 3    | Iran                | 13  | 6 | 4 | 1 | 1 | 12 | 3  | +9   | Demi-Finales         |
| 4    | Émirats arabes unis | 11  | 6 | 3 | 2 | 1 | 8  | 8  | 0    | Demi-Finales         |
|      |                     |     |   |   |   |   |    |    |      |                      |
| 5    | Corée du Sud        | 12  | 5 | 4 | 0 | 1 | 6  | 2  | +4   | Quarts de Finale     |
| 6    | Chine               | 9   | 5 | 3 | 0 | 2 | 7  | 7  | 0    | Quarts de Finale     |
| 7    | Australie           | 7   | 5 | 2 | 1 | 2 | 6  | 4  | +2   | Quarts de Finale     |
| 8    | Viêt Nam            | 4   | 5 | 1 | 1 | 3 | 5  | 7  | −2   | Quarts de Finale     |
|      |                     |     |   |   |   |   |    |    |      |                      |
| 9    | Jordanie            | 8   | 4 | 2 | 2 | 0 | 4  | 1  | +3   | Huitièmes de Finale  |
| 10   | Ouzbékistan         | 7   | 4 | 2 | 1 | 1 | 7  | 3  | +4   | Huitièmes de Finale  |
| 11   | Irak                | 7   | 4 | 2 | 1 | 1 | 6  | 3  | +3   | Huitièmes de Finale  |
| 12   | Arabie saoudite     | 6   | 4 | 2 | 0 | 2 | 6  | 3  | +3   | Huitièmes de Finale  |
| 13   | Bahreïn             | 4   | 4 | 1 | 1 | 2 | 3  | 4  | −1   | Huitièmes de Finale  |
| 14   | Thaïlande           | 4   | 4 | 1 | 1 | 2 | 4  | 7  | −3   | Huitièmes de Finale  |
| 15   | Kirghizistan        | 3   | 4 | 1 | 0 | 3 | 6  | 7  | −1   | Huitièmes de Finale  |
| 16   | Oman                | 3   | 4 | 1 | 0 | 3 | 4  | 6  | −2   | Huitièmes de Finale  |
|      |                     |     |   |   |   |   |    |    |      |                      |
| 17   | Inde                | 3   | 3 | 1 | 0 | 2 | 4  | 4  | 0    | Premier tour         |
| 18   | Liban               | 3   | 3 | 1 | 0 | 2 | 4  | 5  | −1   | Premier tour         |
| 19   | Palestine           | 2   | 3 | 0 | 2 | 1 | 0  | 3  | −3   | Premier tour         |
| 20   | Syrie               | 1   | 3 | 0 | 1 | 2 | 2  | 5  | −3   | Premier tour         |
| 21   | Philippines         | 0   | 3 | 0 | 0 | 3 | 1  | 7  | −6   | Premier tour         |
| 22   | Turkménistan        | 0   | 3 | 0 | 0 | 3 | 3  | 10 | −7   | Premier tour         |
| 23   | Yémen               | 0   | 3 | 0 | 0 | 3 | 0  | 10 | −10  | Premier tour         |
| 24   | Corée du Nord       | 0   | 3 | 0 | 0 | 3 | 1  | 14 | −13  | Premier tour         |

### Classement des buteurs
| 9 buts - Almoez Ali 4 buts - Ali Mabkhout - Sardar Azmoun - Yuya Osako (dont 1 penalty) - Eldor Chomourodov 3 buts - Vitalij Lux - Mehdi Taremi 2 buts - Ahmed Khalil (dont 2 penaltys) - Mohamed Al Romaihi (en) - Hwang Ui-jo (dont 1 penalty) - Kim Min-jae - Ashkan Dejagah (dont 1 penalty) - Sunil Chhetri (dont 1 penalty) - Ritsu Doan (dont 1 penalty) - Genki Haraguchi (dont 1 penalty) - Wu Lei - Yu Dabao - Mohanad Ali - Nguyễn Công Phượng - Fahad al-Muwallad - Awer Mabil - Muhsen Al-Ghassani (en) - Bassam Al-Rawi - Boualem Khoukhi - Abdulaziz Hatem - Hilal El-Helwe |

1 but  
- Khalfan Mubarak
- Khalifa Moubarak
- Jamal Rashid (en)
- Anas Bani Yaseen
- Musa Al-Taamari
- Tareq Khattab (en)
- Baha' Abdel-Rahman (en)
- Teerasil Dangda
- Chanathip Songkrasin
- Thitipan Puangchan (en)
- Supachai Jaided (en)
- Anirudh Thapa (en)
- Jeje Lalpekhlua Lalpekhlua (en)
- Akhletdin Israïlov
- Mirlan Mourzaïev
- Toursounali Roustamov (en)
- Xiao Zhi (en)
- Gao Lin (dont 1 penalty)
- Hwang Hee-chan
- Kim Jin-su
- Saman Ghoddos
- Alireza Jahanbakhsh
- Karim Ansarifard
- Humam Tariq
- Ali Adnan
- Bachar Resan (en)
- Alaa Abbas
- Nguyễn Quang Hải
- Quế Ngọc Hải (en) (dont 1 penalty)
- Hattan Bahebri
- Mohammed Al-Fatil
- Salem al-Dossari
- Housain Al-Mogahwi
- Arslanmyrat Amanow (en)
- Ahmet Ataýew (en) (dont 1 penalty)
- Altymyrat Annadurdyýew (en)
- Yoshinori Muto
- Tsukasa Shiotani
- Takehiro Tomiyasu
- Takumi Minamino
- Odil Ahmedov
- Javokhir Sidikov (en)
- Jaloliddin Macharipov
- Ahmed Moubarak
- Mohammed Al-Musalami (en)
- Abdelkarim Hassan
- Hassan Al Haidos
- Hamid Ismail
- Akram Afif (dont 1 penalty)
- Jamie Maclaren
- Apóstolos Giánnou
- Chris Ikonomidis
- Tom Rogić
- Omar Kharbin
- Omar Al Somah (dont 1 penalty)
- Stephan Schröck
- Pak Kwang-ryong
- Felix Michel (en)
- Hassan Maatouk (dont 1 penalty)

Contre son camp  (csc)
- Pavel Matyach (face à la Chine)
- Ali Faez (face au Viêt Nam)